# Sofia Jagelão
Sofia Jagelão (Em polonês: Zofia Jagiellonka; 13 de julho de 1522 – 28 de maio de 1575) foi uma princesa polaca, membra da dinastia jaguelônica, e uma duquesa consorte de Brunsvique-Luneburgo por casamento, entre 1556 a 1568.

## Vida
Sofia Jagelão nasceu em 13 de julho de 1522, na Cracóvia. Ela era a terceira filha do rei Sigismundo I, o velho e da rainha Bona Sforza. Sofia passou a maior parte da vida com suas irmãs mais novas, Ana e Catarina. Mas ela e suas irmãs eram negligenciadas pelos pais, que tinham clara preferência pelos filhos mais velhos: Isabel Jagelão e Sigismundo Augusto, tanto que ela e suas irmãs foram deixadas em Cracóvia sozinhas em duas ocasiões, entre 1533 a 1536 e de 1540 a 1542. Apesar disso, tal como suas Irmãs, Sofia teve  uma educação exemplar, e além do Polonês (sua língua nativa), Sofia aprendeu a falar italiano e latim.  Posteriormente, Sofia também aprendeu alemão por causa de seu casamento. Em 1535, sua meia-irmã mais velha, Edviges Jagelão, se casou. Quatro anos depois, sua irmã mais velha, Isabela Jagelão, se casou também. Os casamentos de Sofia, Ana e Catarina demorariam a chegar.
No dia 1 de Abril de 1548 o pai de Sofia, Sigismundo, o velho, veio a falecer aos 81 anos de idade. Herdou o trono da Polônia e Lituânia o irmão de Sofia, Sigismundo II Augusto da Polônia. O Rei decidiu se casar com a nobre lituana calvinista, Bárbara Radziwiłł. Entretanto, esse casamento não foi aceito pela nobreza polaco-lituana, nem pela mãe de Sigismundo II, Bona Sforza, e nem pelas suas irmãs, Sofia, Ana e Catarina. Essas rejeições levaram Sigismundo a expulsar sua mãe e suas três irmãs da corte da Cracóvia no mesmo ano, que foram morar na Mazóvia, na cidade de Varsóvia.
Nessa época, Sofia levava uma vida pacata e religiosa ao lado de Ana e Catarina, suas duas irmãs. Suas rotinas envolviam ir à missa e bordar juntas.

## Casamento
Após tanto negligenciar o assunto de casamento de Sofia, Bona decidiu iniciar buscas para arranjar matrimônios para suas filhas. Então, em agosto de 1555, o duque de Brunsvique-Luneburgo, Henrique V, o jovem, enviou uma proposta para se casar com uma das três filhas de Bona. Bona e o rei Sigismundo II Augusto concordaram com a oferta, e ofereceram Sofia para se casar com o duque. Sofia repentinamente adoeceu, e não havia sinal de melhora. Bona então decidiu que iria casar a princesa Ana com Henrique, mas Sofia acabou eventualmente se recuperando e Bona decidiu manter a proposta original de casar Henrique com Sofia. E então, ela se mudou para a Alemanha, acompanhada de sua favorita e grande amiga, Agnieszka, uma anã.
Sofia se casou em 22 ou 25 de fevereiro de 1556. O casamento de Sofia, entretanto, não foi feliz. Henrique era muito mais velho que ela, e também era apaixonado por luta e caça, um cavaleiro imprevisível e de temperamento explosivo que valorizava mais a espada do que os livros. Não foi à toa que foi chamado de “homem selvagem”, “lobisomem”, “incendiário” e “estuprador”.[carece de fontes?] Sofia também era constantemente humilhada publicamente devido às traições de seu marido com a sua amante, Eva de Trott, com quem tinha vários filhos bastardos. Mas enquanto Henrique teve vários filhos com sua amante, Henrique e Sofia não tiveram nenhum filho juntos. Henrique V veio a falecer em 11 de Julho de 1568, aos 78 anos de idade. Sofia se tornava viúva aos 45/46 Anos.
Após a morte de Henrique, Sofia se retirou para seu castelo na cidade de Schöningen, aonde passou o resto dos seus dias. Em meados de 1570, Sofia se converteu do catolicismo para o luteranismo. Ela foi a única membra da dinastia jaguelônica a ser luterana. Morreu em 28 de maio de 1575, e foi enterrada em uma igreja da cidade de Volfembutel. Ela deixou a sua herança para suas irmãs mais novas, Ana Jagelão da Polônia e Catarina Jagelão, mas o seu enteado, o duque Júlio de Brunsvique-Luneburgo, usurpou a herança de Sofia para si.